# ミルクボーイの火曜日やないか!
『ミルクボーイの火曜日やないか!』（ミルクボーイのかようびやないか!）は、朝日放送ラジオ（ABCラジオ）で2021年9月28日から毎週火曜日の12:00 - 15:00（「ABCパワフルアフタヌーン」の火曜枠）に放送中の生ワイド番組。ミルクボーイの冠番組の一つで、放送やtwitterのハッシュタグでは「みるかよ」という略称も用いている。

## 概要
火曜日のABCパワフルアフタヌーン枠で放送されていた『森脇健児のケンケン・ゴウゴウ!』の後番組としてスタート。同枠では『上沼恵美子のこころ晴天』『兵動大樹のほわ～っとエエ感じ。』など有名な関西タレントが務めているが、新たにミルクボーイが進出。深夜番組の『ミルクボーイの煩悩の塊』とは異なるテイストで、生ワイド番組らしく「トーク」「投稿コーナー」「ニュース」などを織り交ぜ放送する。

## 出演者
- ミルクボーイ（駒場孝・内海崇）
- 鷲尾千尋（朝日放送テレビアナウンサー、2025年6月～） - 番組内での通称は「ちっひー」

### 過去の出演者
- 澤田有也佳（朝日放送テレビアナウンサー、2021年9月～2025年5月）[1] - 番組内での通称は「サワディー」
  - 「2021年頃から発症している」という顎口腔ジストニアの治療に専念するため、2022年9月27日放送分まで出演した後に休養[2]。翌週（10月4日放送分）から、後輩アナウンサーである鷲尾がミルクボーイのパートナーを務めた。朝日放送ラジオ制作の生ワイド番組にレギュラーで出演することは初めてだが、放送上は澤田が「降板」ではなく「休演」と扱われていて、本人も2023年2月7日放送分に電話で出演した際に翌8日（水曜日）からラジオ番組への出演を徐々に再開することを明言していた[3]。実際には、鷲尾が2023年3月28日放送分まで代演した後に、翌週（4月4日）から澤田が復帰[4]。なお、2024年6月25日放送分でも休暇を取った澤田の代理で鷲尾が出演した[5]。
  - 澤田復帰後の2023年5月17日放送分では、塚本麻里衣（澤田・鷲尾の先輩アナウンサー）がミルクボーイのパートナーを急遽務めた。澤田が発熱したことを受けて、朝日放送テレビが澤田に内規（出勤停止措置）を適用したことによる。
  - 2025年3月4日の番組内で第1子妊娠を報告。産休・育休を取得するため5月27日の出演をもって番組を卒業。

## 放送時間
- 毎週火曜 12:00 - 15:00（ABCパワフルアフタヌーン）

## タイムテーブル
※コーナーは概ねの時間のため、多少前後する。
- 12:00 -　オープニングトーク
- 12:27 - 42『ニュース!どうなってんねん、それは!』
1週間に起きたニュースをミルクボーイが意見するコーナー。政治や経済などの硬いニュースではなく、芸能界とくにお笑いやテレビ関連の話題がメインである。
- 13:00 - 12『お願いエンディー! みるかよ未来のアイデア帳』（2024年4月2日 - ）
月ごとに変わるテーマに沿った「未来にこんなアイテムやサービスがあったらいいな」というアイデアをリスナーから募集し、出演者で話し合うコーナー。毎回の最優秀アイデア（BOI＝Best of Idea）はABC GHDのエンジニアである澤田の夫（2024年3月5日放送の当番組で結婚を報告[6]、番組内での通称「エンディー」）に提案、翌週の放送で澤田が実現可能性を含んだ夫からの回答を読む。
コーナーのテーマ曲はYUKA『お料理行進曲』（テレビアニメ『キテレツ大百科』主題歌）。
- 13:16 - 35『今週はこれやがな!』
週替りコーナー。番組が薦める若手芸人をゲストに迎えたり、独自の企画を実施する。
- 14:00 - 20『M-1王者VSミス東大!クイズグランプリ!』
M-1王者であるミルクボーイとミス東大である澤田が早押しクイズで対決する。
問題は全9問。ジャンルは「教養」から「なぞなぞ」、「業界」や「ABCのスタッフ」まで幅広い。リスナーから投稿された問題も3問ある。ジャンルを選ぶ権利は最初にじゃんけんを行い、勝ったほうが先攻か後攻かを選び、その後は交互。
ミルクボーイは週替りで一人が回答者となり、もう一人が司会者を務め、早押しが微妙だった時の判定などを行う。
なお、鷲尾が代演していた際は『M-1王者VS私は福娘!クイズグランプリ!』（鷲尾が今宮戎神社の「福むすめ」だったため）のタイトルに変更。
- ABCニュース（12:20頃、13:10頃、14:20頃に放送）
- ABC天気予報（14:54頃に放送）
- ABC交通情報（毎時50分頃に放送）

### 過去のコーナー
- 13:00 - 12『思わせぶりイルミネーション』（放送開始 - 2023年10月3日）
特に好意を抱いていない男性と2人でイルミネーションを見に行ってしまったことがある澤田の体験から、リスナー投稿による思わず惚れてしまいそうなエピソードを紹介し、これを澤田が「思わせぶりイルミネーション」か「本命イルミネーション」かを判定する。
判定が「思わせぶり」の場合は『格好悪いふられ方』（大江千里）が、「本命」の場合は『LA・LA・LA LOVE SONG』（久保田利伸 with ナオミ・キャンベル）が流れる。
毎回、最優秀投稿（BOS＝ベスト思わせぶりシチュエーション）には、番組グッズのセットが贈られる。
鷲尾が代演していた時期も内容はそのまま放送し、判定も鷲尾が行っていた。
- 13:00 - 12『サワディーに叱られたい!』（2023年10月10日 - 2024年3月26日）
最近叱られてないというリスナーの投稿に、澤田が叱るコーナー。2023年9月にお試しコーナーとして登場し、10月10日から『思わせぶりイルミネーション』に代わりレギュラー化[7]。
コーナーのテーマ曲は『君に叱られた』（乃木坂46）。
- もう一歩んグランプリ!
リスナーから「勇気がなくて踏み出せなかった」エピソードを募集し、それが「一歩ん!」か「もう一歩ん!」かを判定する。
- お葉書日記、今日この頃
「葉書を制する者はラジオを制する」というミルクボーイ。リスナーから投稿のはがきから話を展開し、ラジオ力を試すコーナー。

## スタッフ
- プロデューサー - 上ノ薗公秀